# Glejakowatość mózgu

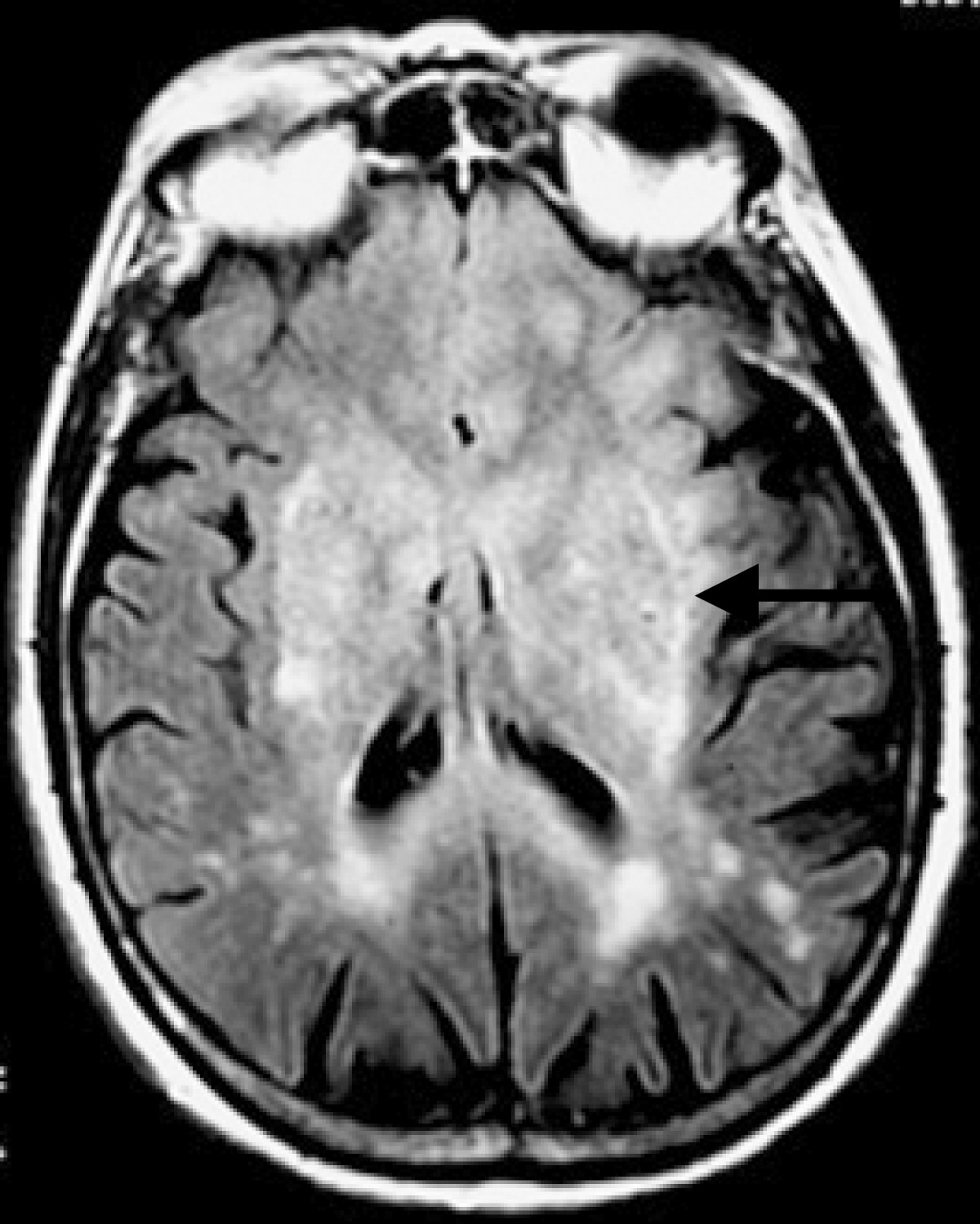
Widoczne w MRI naciekanie mózgowia przez guz: zajęte są jądra soczewkowate (strzałka). Guz u starszej pacjentki objawiał się otępieniem i parkinsonizmem

Glejakowatość mózgu (ang. gliomatosis cerebri) – dość rzadki, złośliwy nowotwór mózgu szeregu astrocytarnego. Występuje głównie u ludzi młodych. Jest guzem o pośrednim stopniu złośliwości (II/III° według WHO). 
Cechuje się rozplemem atypowych astrocytów w różnych strukturach mózgowia. W tomografii komputerowej daje obraz rozsianych ognisk hipodensyjnych, guz rzadko daje efekt masy (niekiedy stwierdza się asymetryczne zaciśnięcie bruzd mózgu na sklepistości). Bardziej czułym badaniem jest MRI, w obrazach T2-zależnych glejakowatość mózgu daje obraz mnogich hiperintensywnych ognisk. Charakterystyczne jest objęcie przez proces rozrostowy więcej niż dwóch płatów mózgu. Rokowanie na ogół jest złe. Glejakowatość mózgu została opisana przez Samuela Nevina w 1938 roku.

## Epidemiologia
Opisywano glejakowatość mózgu u pacjentów w każdym wieku, jednakowo często u obu płci. Szczyt zachorowań przypada na 4. i 5. dekadę życia. Przedstawiono opisy współistnienia glejakowatości mózgu z nerwiakowłókniakowatością typu 1 i chorobą Alexandra.

## Objawy i przebieg

### Profil immunohistochemiczny
Astrocyty guza są zwykle GFAP- i S-100-dodatnie. Brak ekspresji guza świadczy o niskim zróżnicowaniu komórek nowotworu. 

## Leczenie i rokowanie
Przebieg choroby jest generalnie postępujący, a rokowanie złe. Zabiegi chirurgiczne nie są na ogół stosowane ze względu na rozlany charakter zaburzeń, obejmujący często znaczne obszary mózgu. Chemioterapia jest na ogół nieskuteczna. W niektórych przypadkach naświetlanie mózgu prowadzi do polepszenia funkcji neurologicznych, lecz jego wpływ na całkowity czas przeżycia jest trudny do określenia i nie został jak dotąd jednoznacznie potwierdzony. Leczenie sprowadza się często w praktyce do opieki nad pacjentem. Średni czas przeżycia wynosi 12 miesięcy.